# 流浪的星星
《流浪的星星》（法语：Étoile errante）是法国作家勒克莱齐奥的一部长篇小说。小说讲述了两个十几岁的女孩在二战前后的故事。意大利对法国东南部的统治结束后，犹太裔的艾斯苔尔随母亲一起奔赴耶路撒冷。阿拉伯女孩萘玛成为了孤儿，由于以色列宣布建国而无法返回她出生的地方阿卡。艾斯苔尔移居新建立的以色列，遭遇了一批巴勒斯坦难民。

## 情节
艾斯苔尔原名艾莲娜，生于靠近尼斯的一个小镇。1944年意大利战败后，意军撤退，犹太人决定逃亡。她的共产党人父亲带领同胞车里，而自己和母亲伊丽莎白由另一路逃离。艾斯苔尔与钢琴老师费恩、好友拉歇尔离别，向以色列进发。父亲在一次行动中被德军击毙，他保护的那些民众也没能活命。而母女二人则在抵达费西奥纳后离开大队，在旅馆作帮佣。父亲阵亡的消息让母女二人陷入阴影，艾斯苔尔用宗教安慰自己。她们穿过重重关卡，越过地中海，终于抵达了以色列。
在以色列的基布次，艾斯苔尔开始了充实的新生活。阿拉伯女孩萘玛在撤离奴尚难民营的途中遇到了艾斯苔尔，并和她交换了自己的名字。萘玛在那儿有了男人，由于鼠疫的蔓延，许多难民被夺去生命。艾斯苔尔的许多好友和未婚夫都在以巴冲突中阵亡，她认识了后来的丈夫，移民加拿大，在蒙特利尔的马克·吉尔大学读医学。1982年夏，母亲去世，艾斯苔尔回到了阔别多年的尼斯。

## 风格
全书以第一、三人称交替叙述手法：第一章为艾斯苔尔第三人称；第二章同时使用艾斯苔尔第一人称和第三人称；第三章则出现了萘玛的第一人称和第三人称；第四章第五章采用了艾斯苔尔第一人称第三人称，最终人称和人物的关系还是回到了最初的形态。书中以第一人称进行自我袒露，以第三人称表现主人公的心理和行为；交替的使用营造了跳跃感，增强了层次和复杂性。
全书采取了对称式写作手法。两位主人公艾斯苔尔和萘玛只见过一面，但他们境遇相似、相互思念并为对方写信，这种处理产生了一种结构上的暗示。叙事人称上，全书以艾斯苔尔的第三人称起头，右一同一人称收尾，这就产生了人称叙事上的对称。故事从1943年夏写到1982年冬，中间分别出现了1948年的夏季和1944/1947/1950/1966年的冬天，给人一种轮回之感，道尽世事变迁。而故事的发生地点则在两个童年故乡，两个难民营和两个流浪路途中交替。这些对称使小说参差起落，具有和谐的美感。